# 哈利法克斯 (密蘇里州)
哈利法克斯（英語：Halifax）是位於美國密蘇里州聖弗朗索瓦縣的非建制地區。

## 歷史
哈利法克斯的郵局於1888年設立，其後於1925年停運。

## 地理
哈利法克斯所處的海拔為高於海平面299米（即981英呎），而該地所採用的時區為UTC-6，即北美中部時區（CST）。同時該地設有夏令時間，為UTC-6調快一小時，即UTC-5（CDT）。